# Montfaucon (Gard)
Montfaucon – miejscowość i gmina we Francji, w regionie Oksytania, w departamencie Gard.
Według danych na rok 1990 gminę zamieszkiwało 1266 osób, a gęstość zaludnienia wynosiła 299 osób/km² (wśród 1545 gmin Langwedocji-Roussillon Montfaucon plasuje się na 288. miejscu pod względem liczby ludności, natomiast pod względem powierzchni na miejscu 1047.).